# Edoardo Bove
Edoardo Bove (* 16. května 2002) je italský profesionální fotbalista, který hraje na pozici záložníka za klub ACF Fiorentina, kde je na hostování z AS Řím.

## Mládí
Bove se narodil v Římě. Boveova rodina z otcovy strany pochází z Neapole, zatímco jeho matka je německo-italského původu. Bove vyrostl ve čtvrti Appio-Latino a studoval na Massimo Institute ve čtvrti EUR. Následně pokračoval ve studiu na Luiss "Guido Carli" v Římě, kde se zapsal do studijního oboru ekonomie a management. V rozhovoru Bove uvedl, že se inspiroval bývalým kapitánem AS Řím Danielem De Rossim.

## Klubová kariéra

### AS Řím
Bove původně hrál fotbal v římském klubu Boreale Donorione a to až do roku 2012, kdy přestoupil do Říma po úspěšné zkoušce pod dohledem Bruna Contiho. Dne 20. listopadu 2020 Bove prodloužil smlouvu s AS Řím do roku 2024.
Bove byl poprvé povolán do prvního týmu 3. prosince na zápas Evropské ligy proti BSC Young Boys, ale nezahrál si. Bove debutoval v prvním týmu AS Řím 9. května 2021, když nahradil Ebrimu Darboea ve druhém poločase při výhře 5:0 v Serii A nad Crotone na Stadio Olimpico. V sezóně 2021/22 byl Bove často povoláván na zápasy trenérem AS Řím José Mourinhem. Svůj první zápas v Konferenční lize odehrál 9. prosince jako člen základní sestavy při výhře 3:2 nad CSKA Sofia.
29. prosince AS Řím oznámil, že Boveova smlouva bude prodloužena do roku 2025. Dne 19. února 2022 vstřelil Bove svůj první seniorský gól, když pomohl AS Řím k remíze 2:2 s Hellasem Verona.
Dne 15. prosince 2023 Bove prodloužil smlouvu s AS Řím do roku 2028.

#### Hostování ve Fiorentině
Dne 30. srpna 2024 přestoupil do jiného klubu Serie A Fiorentiny na sezónní hostování s opcí na trvalý přestup. 27. října vstřelil Bove svůj první gól za Fiorentinu proti svému mateřskému klubu AS Řím při domácím vítězství 5:1.
Dne 1. prosince 2024 Bove zkolaboval během zápasu Fiorentiny proti Interu Milán. Následujícího rána novinář Matteo Dovellini pro deník la Repubblica uvedl, že Bove byl "stabilizován", je "při vědomí" a nemá žádné poškození mozku ani srdce.

## Styl hry
Během své druhé sezóny v AS Řím José Mourinho označil Boveho za "nemocného psa" kvůli jeho intenzitě a agresivitě na hřišti, což byla přezdívka, která se mezi fanoušky rychle stala populární.

## Statistiky

### Klubové
Platí k zápasu hranému 28. listopadu 2024.
| Klub                   | Sezóna            | Liga              | Liga   | Liga | Národní pohár | Národní pohár | Kontinentální | Kontinentální | Celkově | Celkově |
| Klub                   | Sezóna            | Soutěž            | Zápasy | Góly | Zápasy        | Góly          | Zápasy        | Góly          | Zápasy  | Góly    |
| ---------------------- | ----------------- | ----------------- | ------ | ---- | ------------- | ------------- | ------------- | ------------- | ------- | ------- |
| AS Řím                 | 2020/21           | Serie A           | 1      | 0    | 0             | 0             | 0             | 0             | 1       | 0       |
| AS Řím                 | 2021/22           | Serie A           | 11     | 1    | 0             | 0             | 2             | 0             | 13      | 1       |
| AS Řím                 | 2022/23           | Serie A           | 22     | 1    | 1             | 0             | 10            | 1             | 33      | 2       |
| AS Řím                 | 2023/24           | Serie A           | 31     | 0    | 2             | 0             | 12            | 1             | 45      | 1       |
| AS Řím                 | Celkově           | Celkově           | 65     | 2    | 3             | 0             | 24            | 2             | 92      | 4       |
| Fiorentina (hostování) | 2024/25           | Serie A           | 11     | 1    | 0             | 0             | 3             | 0             | 14      | 1       |
| Celkově v kariéře      | Celkově v kariéře | Celkově v kariéře | 76     | 3    | 3             | 0             | 27            | 2             | 106     | 5       |

## Úspěchy
AS Řím
- Konferenční liga UEFA: 2021/22
- Poražený finalista Evropské ligy UEFA: 2022/23